# Paedophryne dekot
Paedophryne dekot es una especie de anfibio anuro de la familia Microhylidae.

## Distribución geográfica

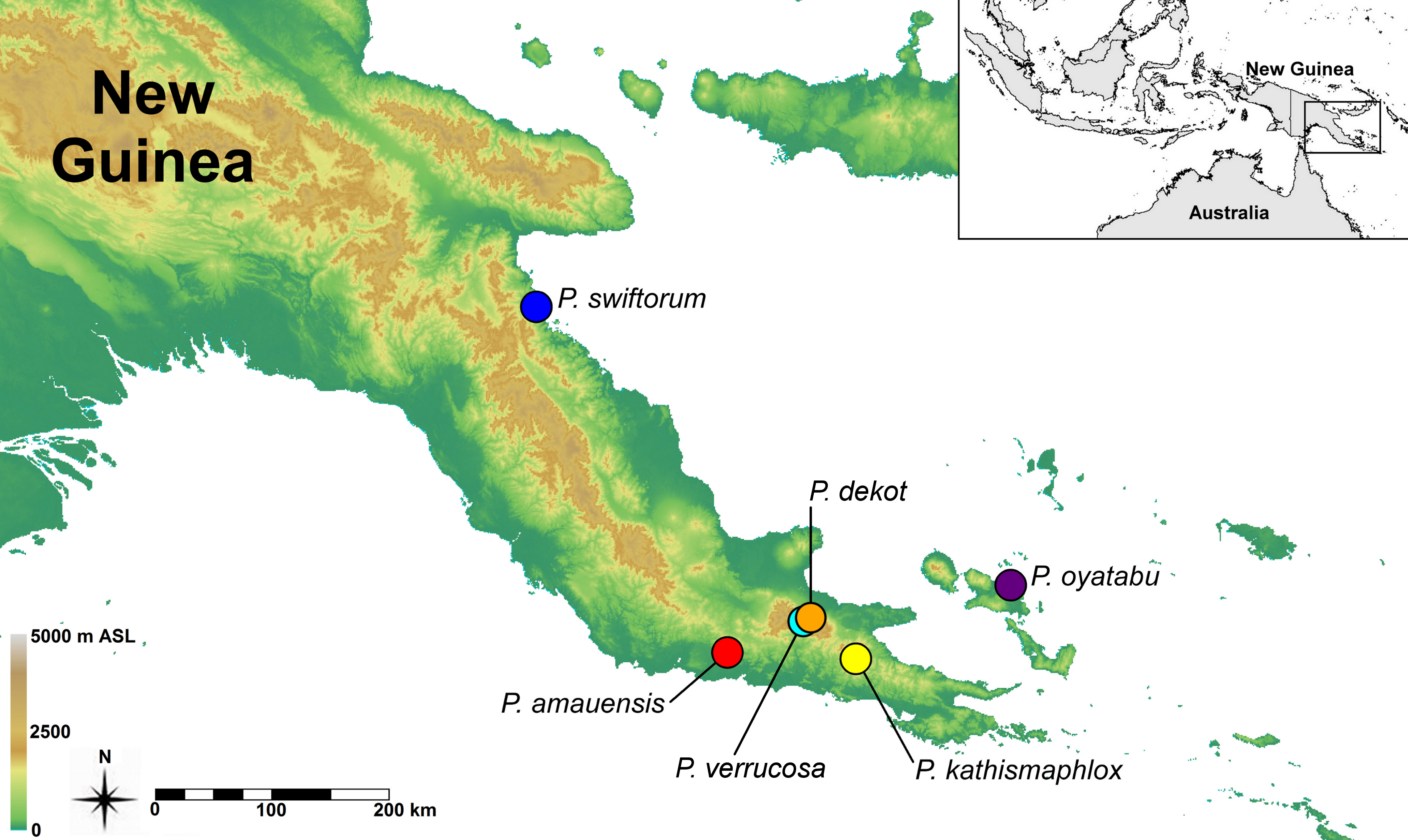
Punto naranja: Sitio del descubrimiento de Paedophryne dekot.

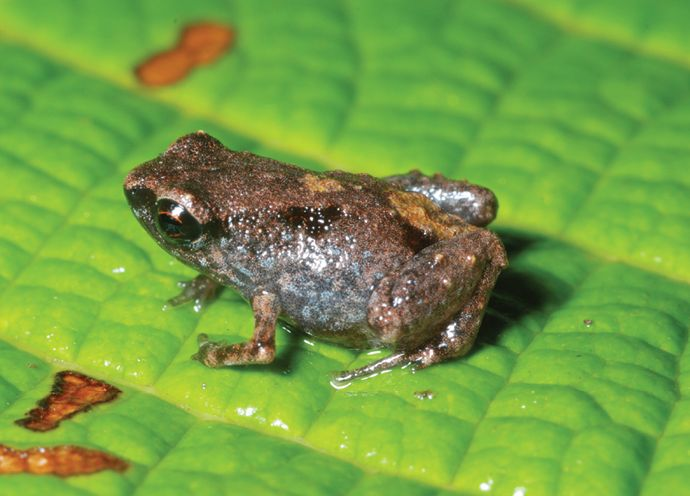
Paedophryne dekot.

Es endémica de Nueva Guinea, en la provincia de Milne Bay (Papúa Nueva Guinea).